# Hintersee (Osterhorngruppe)
Der Hintersee liegt in Faistenau, der höchstgelegenen Gemeinde des Flachgaues im Salzburger Land in Österreich. Er befindet sich in der Osterhorngruppe der Salzkammergut-Berge.
Der 1,4 km lange und bis zu 700 m breite See ist in eine ruhige Waldlandschaft, dem Talbecken in Richtung der Gemeinde Hintersee, eingebettet und gehört den Österreichischen Bundesforsten. Der Zufluss ist die  Hinterseer Taugl, der Abfluss der Almbach, der dann in Hallein in die Salzach mündet.
Er wird als Badesee genutzt (etwas unterhalb liegt das Naturbadegebiet Felsenbad). See und Umgebung sind ein Landschaftsschutzgebiet (LSG00007, 342,9531 ha, Seenschutzverordnung 2003).
Der See wird auch als Speichersee der Speicherkraftwerksgruppe Wiestal-Strubklamm (Wiestalstausee, Speicher Strubklamm, Strüblweiher, Hintersee) der Salzburg AG verwendet.
Jahrzehntelang wurde Schotter durch den Zufluss eingetragen und am Beginn des Sees abgelagert. Zu Zeiten niedrigen Wasserstands tritt eine deutliche Verkleinerung der Seefläche auf, was aus Sicht des Badens und des Fahrens mit Boards bedauert wird.
2019 hat der Faistenauer FPÖ-Abgeordnete Andreas Teufl einen Antrag zur Revitalisierung des Sees im Landtag eingebracht und darin die Zustimmung aller Fraktionen erhalten. Der zuständige Landesrat Josef Schwaiger (SPÖ) erklärte im November 2020, dass der Schotter bald aus dem See gebaggert werde und dass die Genehmigungen zum Erneuern der das Geschiebe zurückhaltenden Verbauungen der Taugl bald vorliegen werden.

## Nachweise
- Badegewässerprofil Hintersee, Bundesministerium für Gesundheit, Amt der Salzburger Landesregierung, 2011 (pdf, ages.at; 2,0 MB)
- Hintersee (See). In: Salzburger Nachrichten: Salzburgwiki.

1. ↑  Hintersee im Naturschutzbuch des Landes Salzburg
Verordnung der Salzburger Landesregierung vom 26. Februar 2004, mit der bestimmte Salzburger Seen und deren Umgebung zu Landschaftsschutzgebieten erklärt werden (Seenschutzverordnung 2003). StF: LGBl Nr. 15/2004 (i.d.g.F. online, ris.bka).
2. ↑  Kraftwerksgruppe Flachgau/Tennengau. Strom aus Wasserkraft. Salzburg AG, S. 6 f. (pdf, salzburg-ag.at).
3. ↑  https://salzburg.orf.at/stories/3078138/